# Eagleton Village
Eagleton Village és una concentració de població designada pel cens dels Estats Units a l'estat de Tennessee. Segons el cens del 2000 tenia 4.883 habitants.

## Demografia
Segons el cens del 2000, Eagleton Village tenia 4.883 habitants, 2.133 habitatges, i 1.426 famílies. La densitat de població era de 589,2 habitants/km².
Dels 2.133 habitatges en un 28,6% hi vivien nens de menys de 18 anys, en un 50% hi vivien parelles casades, en un 12,5% dones solteres, i en un 33,1% no eren unitats familiars. En el 29,8% dels habitatges hi vivien persones soles el 13,2% de les quals corresponia a persones de 65 anys o més que vivien soles. El nombre mitjà de persones vivint en cada habitatge era de 2,28 i el nombre mitjà de persones que vivien en cada família era de 2,79.
Per edats la població es repartia de la següent manera: un 22,3% tenia menys de 18 anys, un 7,8% entre 18 i 24, un 30,3% entre 25 i 44, un 22,9% de 45 a 60 i un 16,7% 65 anys o més.
L'edat mediana era de 38 anys. Per cada 100 dones de 18 o més anys hi havia 84,4 homes.
La renda mediana per habitatge era de 29.888 $ i la renda mediana per família de 34.487 $. Els homes tenien una renda mediana de 26.754 $ mentre que les dones 22.431 $. La renda per capita de la població era de 17.870 $. Entorn del 9,6% de les famílies i el 13,1% de la població estaven per davall del llindar de pobresa.

## Poblacions més properes
El següent diagrama mostra les poblacions més properes.